# FC Trinity Zlín
O FC Trinity Zlín é uma equipe de futebol da cidade de Zlín (também conhecida como Gottwaldov), na região da Morávia, na República Tcheca. Foi fundado em 1919. Suas cores são amarelo e azul.
Disputa suas partidas no Letná Stadion, em Zlín, que tem capacidade para 4568 espectadores.
A equipe compete atualmente na primeira divisão do Campeonato Tcheco, no qual nunca obteve uma colocação de muito destaque. Seu maior sucesso foi na época do Campeonato Tchecoslovaco, quando conseguiu o terceiro lugar nas temporadas 1942/43 e 1943/44.
Na Copa da República Tcheca, foi semifinalista em 2003 e 2007, e em 2016-17 foi campeão da competição, sua melhor colocação.
O único título de sua história na Tchecoslováquia foi a Copa da Tchecoslováquia, em 1970. Na ocasião, o clube ainda se chamava TJ Gottwaldov, e venceu na final o Slovan Bratislava nos pênaltis, após empatar por 3 a 3 em casa e por 0 a 0 na capital eslovaca.

## Competições Europeias
Nas competições européias, nunca obteve muito destaque. Sua primeira participação foi na Recopa Europeia de 1970/71. Eliminou o Bohemians Dublin, da Irlanda, na fase preliminar, e na primeira fase já caiu para o PSV Eindhoven, dos Países Baixos. Participou duas vezes da Copa Intertoto (2004 e 2005) e em 2017-18, pela primeira vez, disputa a fase de grupos da Liga Europa, em um grupo com F.C. København, Lokomotiv Moscou e Sheriff.
| Temporada | Competição     | Fase   | Adversário         | Casa | Fora | Agregado   |
| --------- | -------------- | ------ | ------------------ | ---- | ---- | ---------- |
| 2004      | Copa Intertoto | 1R     | MyPA               | 3x2  | 1x1  | 4x3        |
| 2004      | Copa Intertoto | 2R     | Westelo            | 3x0  | 0x0  | 3x0        |
| 2004      | Copa Intertoto | 3R     | Atlético de Madrid | 2x4  | 2x0  | 4x4 (G.F.) |
| 2005      | Copa Intertoto | 1R     | Neman Grodno       | 0x0  | 1x0  | 1x0        |
| 2005      | Copa Intertoto | 2R     | Gent               | 0x0  | 0x1  | 0x1        |
| 2017-18   | Liga Europa    | Grupos | Sheriff            | 0x0  |      | (Grupo F)  |
| 2017-18   | Liga Europa    | Grupos | Lokomotiv Moscou   |      |      | (Grupo F)  |
| 2017-18   | Liga Europa    | Grupos | F.C. København     |      |      | (Grupo F)  |

## Nomes
- 1919 – SK Zlín (Sportovní klub Zlín)
- 1922 – SK Baťa Zlín (Sportovní klub Baťa Zlín)
- 1948 – SK Botostroj I. Zlín (Sportovní klub Botostroj I. Zlín)
- 1958 – TJ Gottwaldov (Tělovýchovná jednota Gottwaldov) - sloučení Spartaku a Jiskry
- 1989 – SK Zlín (Sportovní klub Zlín)
- 1990 – FC Svit Zlín (Football Club Svit Zlín, a.s.)
- 1996 – FC Zlín (Football Club Zlín, a.s.)
- 1997 – FK Svit Zlín (Fotbalový klub Svit Zlín, a.s.)
- 2001 – FK Zlín (Fotbalový klub Zlín, a.s.)
- 2002 – FC Tescoma Zlín (Football Club Tescoma Zlín, a.s.)
- 2012 – FC Fastav Zlín (Football Club Fastav Zlín, a.s.)

## Títulos

### Tchecoslováquia
- Copa da Tchecoslováquia: 1 (1970).

### República Tcheca
- Copa da República Tcheca: 1 (2016-17);
- Supercopa da República Tcheca: 1 (2017).